# Champs-sur-Tarentaine-Marchal
Champs-sur-Tarentaine-Marchal is een gemeente in het Franse departement Cantal (regio Auvergne-Rhône-Alpes). De plaats maakt deel uit van het arrondissement Mauriac. Champs-sur-Tarentaine-Marchal telde op 1 januari 2022 1.028 inwoners.

## Geografie
De oppervlakte van Champs-sur-Tarentaine-Marchal bedroeg op 1 januari 2022 60,32 vierkante kilometer; de bevolkingsdichtheid was toen 17 inwoners per km².
De onderstaande kaart toont de ligging van Champs-sur-Tarentaine-Marchal met de belangrijkste infrastructuur en aangrenzende gemeenten.

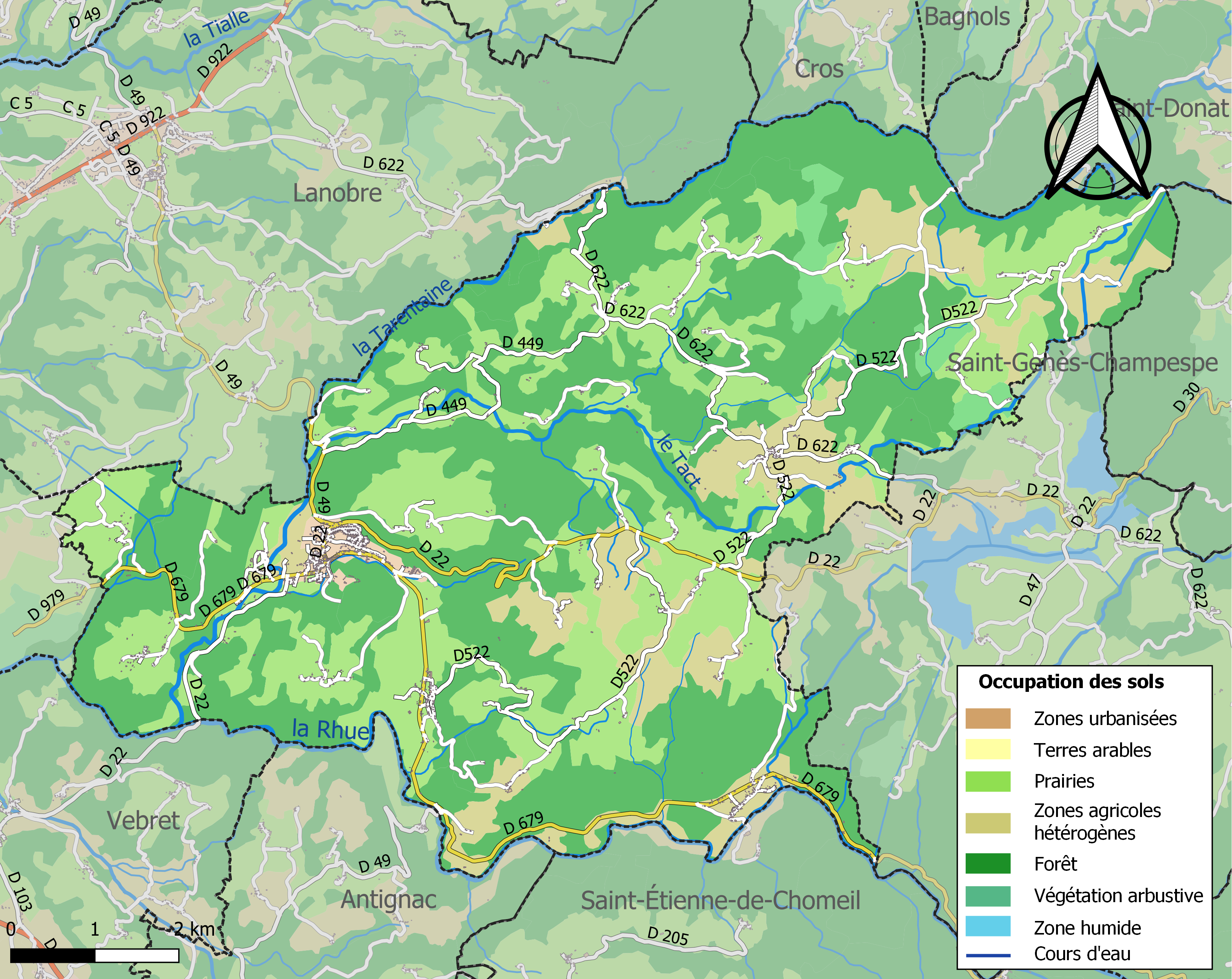

## Demografie
Onderstaande figuur toont het verloop van het inwonertal (bron: INSEE-tellingen).

Vanwege een beveiligingsprobleem met de MediaWiki Graph-software is het momenteel niet mogelijk deze grafiek weer te geven. Zodra de software is bijgewerkt zal de grafiek vanzelf weer zichtbaar worden.